# Горемикін Іван Логінович
Іван Логінович Горемикін (рос. Иван Логгинович Горемыкин; нар. 8 листопада 1839 Новгород, Російська імперія — пом. 24 грудня 1917, Сочі) — державний діяч Російської імперії, монархіст.
З квітня по липень 1906 року — голова Ради міністрів Російської імперії (а також у 1914—1916 роках).

## Життєпис
Народився в сім'ї Логіна Івановича Горемикіна (1809—1864). Закінчив Імператорське училище правознавства 16 травня 1860 року.
Дружина — Олександра Іванівна (1845—1917 роки), дочка таємного радника, сенатора Івана Христиановича Капгера (1806—1867) від шлюбу з Олександрою Михайлівною Балугьянською (1809—1877 року). Діти — Олександра (одружена з дипломатом Іваном Олександровичем Овчинниковим), Тетяна та син Михайло.
У 1860 році почав службу в Сенаті, потім був призначений комісаром у селянських справах у Царстві Польському, де 1866 року став Плоцьким віце-губернатором, у 1869 році — Келецьким віце-губернатором. З 1873 року працював — в Міністерстві внутрішніх справ. У 1873—1882 роках — член Комісії з селянських справ губерній Царства Польського при МВС.
З 1882 року — заступник 1-прокурора департаменту Сенату. З 1884 року — обер-прокурор 2-го департаменту Сенату. Прослуживши протягом довгих років в Сенаті, правда не по судовому, а по другому, так званому селянському департаменту, Горемикін мимоволі ввібрав в себе прихильність до законності і негативне ставлення до адміністративного свавілля. "За природою, безсумнівно, розумний, тонкий і вдумливий, з помітною схильністю до філософського мислення, він вважався при призначенні міністром внутрішніх справ не тільки в ліберальному таборі, так як по особистим зв'язкам належав до ліберального сенаторського кола, але навіть прихильником, звичайно платонічним, толстовського вчення ".
В урядових колах Горемикін вважався знавцем селянського питання. Саме йому було доручено видати у 1891 році «Звід узаконень і розпоряджень уряду про устрій сільського стану». У тому ж 1891 році він був призначений товаришем міністра юстиції. Сенатор (1894 рік).
У 1895 році призначений заступником міністра, потім міністром внутрішніх справ. Завдяки довгій службі Горемикін користувався репутацією «законника», і призначення його в 1895 році міністром внутрішніх справ пробудило в демократичній частині суспільства надію на зменшення адміністративного свавілля.

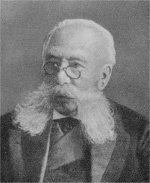
Іван Горемикін, 1916

З приводу проєкту введення земств в західних і східних губерніях Горемикін не без пафосу писав:
| «Основою дійсної сили держави, яка б не була його форма, є розвинена і зміцніла до самостійності особистість; виробити в народі здатність до самоустрою і самовизначенню може тільки звичка до самоврядування, розвиток же бюрократії і урядової опіки створює лише знеособлені і безладні юрби населення, людську пилюку.» |
У 1896 році отримав чин дійсного таємного радника. У 1899 році Горемикін залишив міністерство і був призначений членом Державної ради. У 1905 році призначений головою Особливої наради про заходи щодо зміцнення селянського землеволодіння.
Перед скликанням Першої Державної Думи 22 квітня 1906 року Горемикін був призначений Головою Ради Міністрів, замінивши Сергія Вітте. До 8 розпуску Думи в липні 1906 року Горемикін був зайнятий боротьбою з нею, виступаючи проти законопроєкту про відповідальність міністрів перед Думою і відкидаючи радикальні аграрні реформи, пропоновані думцями.
Після розпуску першого скликання Думи Горемикін 8 липня 1906 року був замінений Петром Столипіним. У 1910 році призначений статс-секретарем. У 1914 році був знову призначений на посаду голови Ради Міністрів, який займав до 20 січня 1916 року.
Мав 4700 десятин родового маєтку в Новгородській губернії, три будинки в Санкт-Петербурзі, дачу під Сочі. Після Лютневої революції 1917 року був заарештований. Допитувався в Надзвичайній комісії Тимчасового уряду, у травні 1917 року з урахуванням віку був амністований. В адміністративному порядку висланий з Петрограда. Горемикін був убитий під час розбійного нападу на його дачу в Сочі разом з дружиною, дочкою і зятем. Похований з сім'єю в сімейному склепі на Завокзальному кладовищі в Сочі, яке не збереглося.

## Нагороди
- Орден Святого Станіслава 1 ступеня;
- Орден Святої Анни 1 ступеня;
- Орден Білого Орла;
- Орден Святого Олександра Невського з діамантовими знаками;
- Найвищий рескрипт;
- Найвища подяка;
- Імператорський орден Святого Рівноапостольного князя Володимира 1 ступеня;
- Орден Андрія Первозванного;
- Медаль «За працю по влаштуванню селян в Царстві Польському»;
- Медаль «За упокорення польського заколоту. 1863—1864»;
- Медаль «В пам'ять царювання імператора Олександра III»;
- Медаль «В пам'ять коронації Імператора Миколи II»;
- Медаль «В пам'ять 300-річчя царювання дому Романових»;
- Великий хрест ордена Пія IX;
- Орден Корони держави Бухари;
- Орден Залізної корони 1 ступеня;
- Орден Почесного легіону великого хреста;
- Орден Червоного орла.